# Cavite City
Cavite City (Filipino: Lungsod ng Cavite) ist eine Stadt in der philippinischen Provinz Cavite und deren Hauptstadt. Die Stadt hat rund 101.000 Einwohner (2010) und ist in der vierten Einkommensklasse eingestuft. Das Stadtgebiet umfasst 12,38 km².

## Geographie

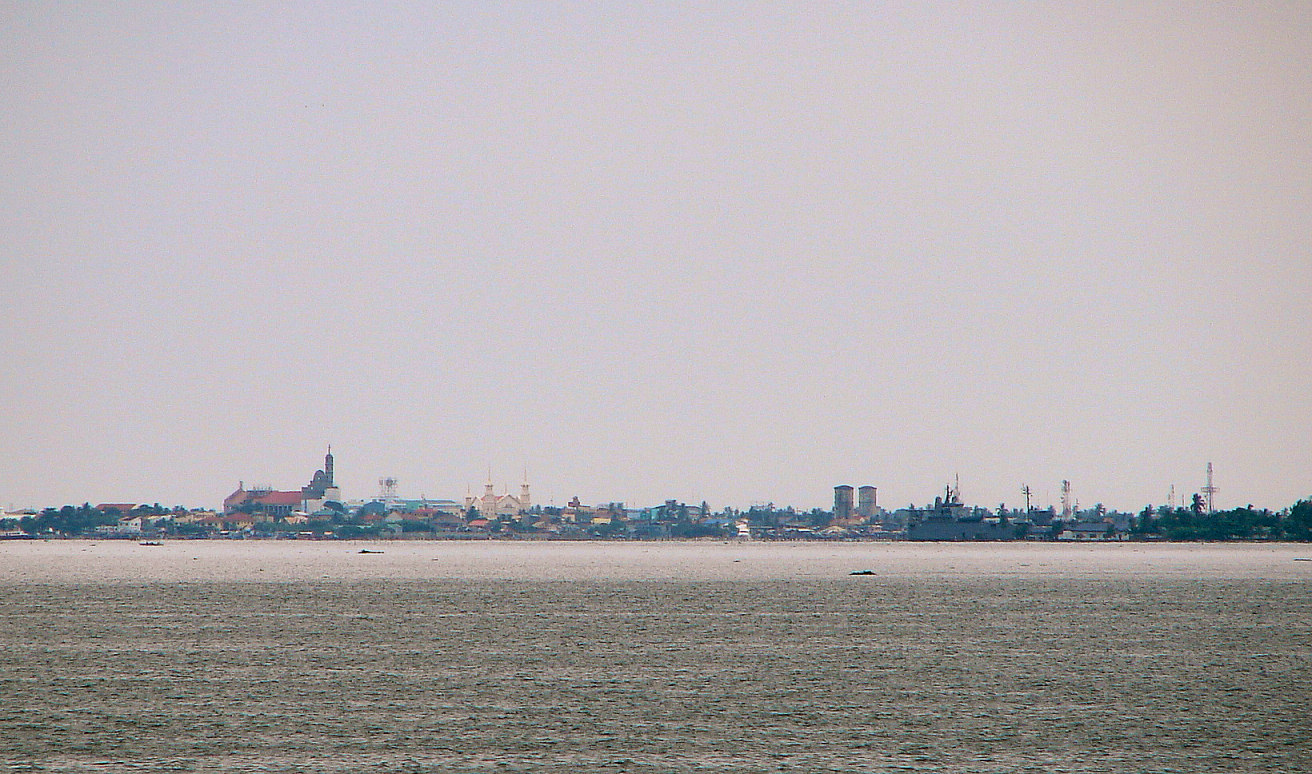
Cavite City, April 2009

Cavite City liegt auf einer Halbinsel, die wie ein Haken in die Bucht von Manila hineinreicht, etwa 35 km von der Hauptstadt entfernt. Das südliche Ende des Stadtgebietes – und damit der Halbinsel – grenzt an Noveleta. Die Halbinsel hat zwei Finger, die im Nordosten des Stadtgebietes die Cañacao Bay und im Südosten die Bacoor Bay umschließen. Am nördlichsten Punkt der Halbinsel befindet sich die ehemalige U.S. Naval Station Sangley Point.

## Verwaltungsgliederung
Die Stadt ist in 84 Barangays gegliedert.
| - Brgy. 1 (Hen. M. Alvarez) - Brgy. 2 (Hen. C. Tirona) - Brgy. 3 (Hen. E. Aguinaldo) - Brgy. 4 (Hen. M. Trias) - Brgy. 5 (Hen. E. Evangelista) - Brgy. 6 (Diego Silang) - Brgy. 7 (Kapitan Kong) - Brgy. 8 (Manuel S. Rojas) - Brgy. 9 (Kanaway) - Brgy. 10-M (Kingfisher) - Brgy. 10-A (Kingfisher A) - Brgy. 10-B (Kingfisher B) - Brgy. 11 (Lawin) - Brgy. 12 (Love Bird) - Brgy. 13 (Aguila) - Brgy. 14 (Loro) - Brgy. 15 (Kilyawan) - Brgy. 16 (Martines) - Brgy. 17 (Kalapati) - Brgy. 18 (Maya) - Brgy. 19 (Gemini) - Brgy. 20 (Virgo) - Brgy. 21 (Scorpio) - Brgy. 22 (Leo) - Brgy. 22-A (Leo A) - Brgy. 23 (Aquarius) - Brgy. 24 (Libra) - Brgy. 25 (Capricorn) | - Brgy. 26 (Cancer) - Brgy. 27 (Sagitarius) - Brgy. 28 (Taurus) - Brgy. 29 (Lao-lao) - Brgy. 29-A (Lao-lao A) - Brgy. 30 (Bid-bid) - Brgy. 31 (Maya-maya) - Brgy. 32 (Salay-salay) - Brgy. 33 (Buwan-buwan) - Brgy. 34 (Lapu-lapu) - Brgy. 35 (Hasa-hasa) - Brgy. 36 (Sap-sap) - Brgy. 36-A (Sap-sap A) - Brgy. 37 (Cadena De Amor) - Brgy. 37-A (Cadena de Amor A) - Brgy. 38 (Sampaguita) - Brgy. 38-A (Sampaguita A) - Brgy. 39 (Jasmin) - Brgy. 40 (Gumamela) - Brgy. 41 (Rosal) - Brgy. 42 (Pinagbuklod) - Brgy. 42-A (Pinagbuklod A) - Brgy. 42-B (Pinagbuklod B) - Brgy. 42-C (Pinagbuklod C) - Brgy. 43 (Pinagpala) - Brgy. 44 (Maligaya) - Brgy. 45 (Kaunlaran) - Brgy. 45-A (Kaunlaran A) | - Brgy. 46 (Sinagtala) - Brgy. 47 (Pagkakaisa) - Brgy. 47-A (Pagkakaisa A) - Brgy. 47-B (Pagkakaisa B) - Brgy. 48 (Narra) - Brgy. 48-A (Narra A) - Brgy. 49 (Akasya) - Brgy. 49-A (Akasya A) - Brgy. 50 (Kabalyero) - Brgy. 51 (Kamagong) - Brgy. 52 (Ipil) - Brgy. 53 (Yakal) - Brgy. 53-A (Yakal A) - Brgy. 53-B (Yakal B) - Brgy. 54 (Pechay) - Brgy. 54-A (Pechay A) - Brgy. 55 (Ampalaya) - Brgy. 56 (Labanos) - Brgy. 57 (Repolyo) - Brgy. 58 (Patola) - Brgy. 58-A (Patola A) - Brgy. 59 (Sitaw) - Brgy. 60 (Letsugas) - Brgy. 61 (Talong) - Brgy. 61-A (Talong A) - Brgy. 62 (Kangkong) - Brgy. 62-A (Kangkong A) - Brgy. 62-B (Kangkong B) |